# Arinos (microregio)
Arinos is een van de 22 microregio's van de Braziliaanse deelstaat Mato Grosso. Zij ligt in de mesoregio Norte Mato-Grossense en grenst aan de microregio's Alta Floresta in het noorden, Colíder en Sinop in het noordoosten, Alto Teles Pires in het oosten, Parecis in het zuiden en zuidwesten en Aripuanã in het westen. De microregio heeft een oppervlakte van ca. 54.133 km². Midden 2004 werd het inwoneraantal geschat op 77.060.
Zes gemeenten behoren tot deze microregio:
- Juara
- Nova Maringá
- Novo Horizonte do Norte
- Porto dos Gaúchos
- São José do Rio Claro
- Tabaporã

Mesoregio's: Centro-Sul Mato-Grossense · Nordeste Mato-Grossense · Norte Mato-Grossense · Sudeste Mato-Grossense · Sudoeste Mato-Grossense

Microregio's: Alta Floresta · Alto Araguaia · Alto Guaporé · Alto Pantanal · Alto Paraguai · Alto Teles Pires · Arinos · Aripuanã · Canarana · Colíder · Cuiabá · Jauru · Médio Araguaia · Norte Araguaia · Paranatinga · Parecis · Primavera do Leste · Rondonópolis · Rosário Oeste · Sinop · Tangará da Serra · Tesouro